# Власт (постельничий)
Власт (отпрыск, побег, росток, цветущий) — персонаж Нового Завета (Деян. 12:20), постельник (постельничий) или главный служитель при особе царя Ирода Агриппы I, ответственный за его жизнь и сокровища.
Царь Ирод Агриппа был недоволен управляемыми им народами финикийских городов Тира и Сидона (ныне города Сур и Сайда), чем-то навлекшими на себя его недовольство, а, поскольку они зависели от поставок зерна из Иудеи, то искали мира с правителем.
Власт был послан Иродом с целью сбора информации о положении там дел (разведки). Жители Тира и Сидона сделали Власта «своим другом», скорее всего, подкупили, чтобы он замолвил за них слово перед царём. Власт помог им получить аудиенцию у Ирода Агриппы.